# Damettan i ishockey 2015/2016
Damettan i ishockey 2015/2016 är Sveriges näst högsta serie i ishockey för damer och består av fyra regionala serier med totalt 23 lag (olika antal lag i varje serie).
De fyra seriesegrarna går vidare till kval till Riksserien. Lag med dispens för överåriga spelare utöver tävlingsbestämmelserna, en förenings andralag och lag sammansatta av två föreningar får inte delta i kvalspelet till Riksserien. Hvidovre IK får inte heller kvala till Riksserien. Förening med lag i Riksserien måste namnge 10 spelare och en målvakt från Riksserielaget som inte får delta i Damettanlaget. .

## Tabeller

### Damettan Södra
| Nr | Lag            | S  | V  | ÖV | ÖF | F  | GM | IM  | MS  | P  |
| -- | -------------- | -- | -- | -- | -- | -- | -- | --- | --- | -- |
| 1  | Göteborg HC 1  | 12 | 10 | 0  | 0  | 2  | 65 | 29  | +36 | 30 |
| 2  | Hvidovre IK    | 12 | 9  | 0  | 1  | 2  | 78 | 18  | +60 | 28 |
| 3  | Karlskrona HK  | 12 | 5  | 1  | 0  | 6  | 43 | 43  | 0   | 17 |
| 4  | Linköping HC 2 | 12 | 5  | 0  | 0  | 7  | 51 | 51  | 0   | 15 |
| 5  | Hovås HC       | 12 | 0  | 0  | 0  | 12 | 9  | 105 | −96 | 0  |

Tabelldata är hämtade från Svenska Ishockeyförbundet.

#### Damettan Södra vår
| Nr | Lag            | S | V | ÖV | ÖF | F | GM | IM | MS | P |
| -- | -------------- | - | - | -- | -- | - | -- | -- | -- | - |
| 1  | Hvidovre IK    | 4 | 3 | 0  | 0  | 1 | 13 | 8  | +5 | 9 |
| 2  | Linköping HC 2 | 4 | 2 | 0  | 0  | 2 | 13 | 12 | +1 | 6 |
| 3  | Karlskrona HK  | 4 | 1 | 0  | 0  | 3 | 7  | 13 | −6 | 3 |

Tabelldata är hämtade från Svenska Ishockeyförbundet.

### Damettan Västra
| Nr | Lag                 | S  | V  | ÖV | ÖF | F  | GM  | IM  | MS   | P  |
| -- | ------------------- | -- | -- | -- | -- | -- | --- | --- | ---- | -- |
| 1  | Färjestad BK        | 20 | 17 | 0  | 1  | 2  | 118 | 23  | +95  | 52 |
| 2  | Sandvikens IK       | 20 | 16 | 0  | 0  | 4  | 134 | 25  | +109 | 48 |
| 3  | Leksands IF 2       | 20 | 13 | 1  | 0  | 6  | 99  | 48  | +51  | 41 |
| 4  | VIK Västerås HK Ung | 20 | 8  | 0  | 0  | 12 | 36  | 72  | −36  | 24 |
| 5  | Örebro HU           | 20 | 4  | 1  | 0  | 15 | 33  | 119 | −86  | 14 |
| 6  | Svegs IK            | 20 | 0  | 0  | 1  | 19 | 16  | 149 | −133 | 1  |

Tabelldata är hämtade från Svenska Ishockeyförbundet.

### Damettan Östra
| Nr | Lag                | S  | V  | ÖV | ÖF | F  | GM  | IM  | MS   | P  |
| -- | ------------------ | -- | -- | -- | -- | -- | --- | --- | ---- | -- |
| 1  | Haninge Anchors HC | 21 | 17 | 2  | 2  | 0  | 124 | 29  | +95  | 57 |
| 2  | AIK 2              | 21 | 15 | 1  | 1  | 4  | 100 | 40  | +60  | 48 |
| 3  | Södertälje SK      | 21 | 14 | 0  | 2  | 5  | 118 | 31  | +87  | 44 |
| 4  | IFK Tumba IK       | 21 | 10 | 1  | 0  | 10 | 73  | 57  | +16  | 32 |
| 5  | Almtuna IS         | 21 | 9  | 1  | 1  | 10 | 63  | 76  | −13  | 30 |
| 6  | SDE HF 2           | 21 | 6  | 1  | 1  | 13 | 58  | 66  | −8   | 21 |
| 7  | Kallhälls IF       | 21 | 6  | 1  | 0  | 14 | 56  | 129 | −73  | 20 |
| 8  | SK Iron Hockey     | 21 | 0  | 0  | 0  | 21 | 14  | 178 | −164 | 0  |

Tabelldata är hämtade från Svenska Ishockeyförbundet.

### Damettan Norra
| Nr | Lag           | S  | V | ÖV | ÖF | F | GM | IM | MS  | P  |
| -- | ------------- | -- | - | -- | -- | - | -- | -- | --- | -- |
| 1  | IF Björklöven | 12 | 8 | 1  | 2  | 1 | 47 | 18 | +29 | 28 |
| 2  | Modo Hockey   | 12 | 7 | 2  | 0  | 3 | 46 | 19 | +27 | 25 |
| 3  | Luleå HF      | 12 | 3 | 1  | 0  | 8 | 21 | 59 | −38 | 11 |
| 4  | Clemensnäs HC | 12 | 1 | 1  | 3  | 7 | 23 | 41 | −18 | 8  |

Tabelldata är hämtade från Svenska Ishockeyförbundet.

## Playoff till Damettan västra
Till den västra gruppen hölls ett playoff. Kvalificerade var lag sex i den västra gruppen samt segraren i Damtvåan västra. 

### Matcher
|       | 2016-02-27 | SHK Hockey Club         | 2 – 0                   | Svegs IK                | PEK hallen             |                        |
| 15:00 | 15:00      | (1–0, 1–0, 0–0) Rapport | (1–0, 1–0, 0–0) Rapport | (1–0, 1–0, 0–0) Rapport | Skärplinge Publik: 105 | Skärplinge Publik: 105 |
| 15:00 | 15:00      |                         |                         |                         | Skärplinge Publik: 105 | Skärplinge Publik: 105 |
| 15:00 | 15:00      |                         |                         |                         | Skärplinge Publik: 105 | Skärplinge Publik: 105 |
| 15:00 | 15:00      |                         |                         |                         | Skärplinge Publik: 105 | Skärplinge Publik: 105 |
| 15:00 | 15:00      |                         |                         |                         | Skärplinge Publik: 105 | Skärplinge Publik: 105 |
| 15:00 | 15:00      |                         |                         |                         | Skärplinge Publik: 105 | Skärplinge Publik: 105 |

|       | 2016-03-05 | Svegs IK                | 1 – 5                   | SHK Hockey Club         | Svegs Ishall |            |
| 15:00 | 15:00      | (1–1, 0–1, 0–3) Rapport | (1–1, 0–1, 0–3) Rapport | (1–1, 0–1, 0–3) Rapport | Publik: 64   | Publik: 64 |
| 15:00 | 15:00      |                         |                         |                         | Publik: 64   | Publik: 64 |
| 15:00 | 15:00      |                         |                         |                         | Publik: 64   | Publik: 64 |
| 15:00 | 15:00      |                         |                         |                         | Publik: 64   | Publik: 64 |
| 15:00 | 15:00      |                         |                         |                         | Publik: 64   | Publik: 64 |
| 15:00 | 15:00      |                         |                         |                         | Publik: 64   | Publik: 64 |

SHK Hockey Club kvalificerade sig för Damettan nästa säsong.